# Phanerotoma alagoasensis
Phanerotoma alagoasensis är en stekelart som beskrevs av Herbert Zettel 1992. Phanerotoma alagoasensis ingår i släktet Phanerotoma och familjen bracksteklar. Inga underarter finns listade i Catalogue of Life.